# Condado de Greene (Indiana)
O Condado de Greene é um dos 92 condados do estado americano de Indiana. A sede do condado é Bloomfield, e sua maior cidade é Bloomfield. O condado possui uma área de 1 414 km² (dos quais 11 km² estão cobertos por água), uma população de 33 157 habitantes, e uma densidade populacional de 24 hab/km² (segundo o censo nacional de 2000). O condado foi fundado em 1821.